# Huit II
Huit II je bila egipatska kraljica 6. dinastije kao supruga faraona Tetija II, prvog vladara te dinastije. Ona je bila njegova glavna žena. Druga Tetijeva žena, plemenitija od Huit, bila je Iput I.
Naslovi:
- "Kraljeva žena, njegova voljena"
- "Horusova družica"

## Deca
Huit je bila majka princa Tetianha Crnog i princeze Sešešet Šešit. Prema jednoj teoriji, bila je majka faraona Userkare.

## Piramida
Piramide Iput i Huit otkrio je Viktor Lore.